# Klövfåfoting
Klövfåfoting (Allopauropus helveticus) är en mångfotingart som förekommer i Europa, Nordafrika och USA. Den är upptagen på röda listan i kategori DD (kunskapsbrist).